# Список глав государств в 1118 году
Список глав государств в 1117 году — 1118 год — Список глав государств в 1119 году — Список глав государств по годам

## Азия
- Аббасидский халифат — 
  - Аль-Мустазхир Биллах, халиф (1094 — 1118)
  - Аль-Мустаршид Биллах, халиф (1118 — 1135)
- Анатолийские бейлики —
  - Артукиды — 
    - Рукн ад-Даула Дауд ибн Сокмен, эмир (Хисн Кайф) (1109 — 1144)
    - Иль-Гази I, эмир (Мардин) (1107 — 1122)

  - Данишмендиды — Гази Гюмюштекин, эмир (1104 — 1134)
  - Иналогуллары — Илальди, эмир (1110 — 1142)
  - Менгджуки (Менгучегиды) — Исхак, бей (1090 — 1120)
  - Салтукиды — Али, эмир (1102 — 1124)
  - Шах-Армениды — Ибрахим Захир ад-дин, эмир (1111 — 1127)
- Антиохийское княжество — Боэмунд II, князь (1111 — 1130)
- Армения —
  - Киликийское царство — Торос I, князь (1100/1102/1103 — 1129)
  - Сюникское царство — Григор II Сенекеримян, царь (1096 — 1166)
  - Ташир-Дзорагетское царство — 
    - Давид II, царь (1089 — 1118)
    - Аббас I, царь (1089 — 1118)
    - в 1118 году присоедино к Грузинскому царству
- Восточно-Караханидское ханство — Ахмед Арслан-хан, хан (1103 — 1130)
- Газневидское государство — Бахрам-шах, султан (1117 — 1157)
- Грузинское царство — Давид IV Строитель, царь (1089 — 1125)
- Гуриды — Изз уд-Дин Хусайн, малик (1100 — 1146)
- Дайвьет — Ли Нян-Тонг, император[англ.] (1072 — 1127)
- Дали (Дачжун) — Дуань Юй, король (1108 — 1147)
- Западно-Караханидское ханство — Мухаммед-тегин, хан (1102 — 1129)
- Иерусалимское королевство — 
  - Балдуин I, король (1100 — 1118)
  - Балдуин II, король (1118 — 1131)
- Индия —
  - Венад[англ.] — Кота Варма Мартаандам, махараджа[англ.] (1102 — 1125)
  - Восточные Ганги[англ.] — Анантаварман Чодагнга, царь[англ.] (1078 — 1147)
  - Западные Чалукья[англ.] — Трибхуванамалла Викрамадитья VI, махараджа (1077 — 1127)
  - Калачури[нем.] — Ясахкарна, раджа[нем.] (1072 — 1125)
  - Качари[англ.] — Гиридхар, царь[англ.] (ок. 1100 — ок. 1125)
  - Кашмир (Лохара) — Суссала, царь[англ.] (1111 — 1128)
  - Пала — Рамапала, царь (1077 — 1130)
  - Парамара[англ.] — Наравармандева, махараджа[англ.] (1094 — 1134)
  - Сена — Виджая Сена, раджа (1096 — 1159)
  - Соланки — Джаясимха Сиддхараджа, раджа (1093 — 1143)
  - Хойсала — Боттига Вашнувардхана, перманади (1108 — 1152)
  - Чандела — Притививарман, раджа (1117 — 1128)
  - Чола — Кулоттунга Чола I, махараджа (1070 — 1120)
  - Ядавы (Сеунадеша) — Сингхана I, махараджа (1105 — 1145)
- Иран —
  -  Баванди — 
    - Рустам III, испахбад (1117 — 1118)
    - Али I, испахбад (1118 — 1142)
- Йемен —
  - Зурайиды — Абус Сюид I, амир (1110 — ?)
  - Наджахиды — Мансур бин Фатик, амир (1109 — 1124)
  -  Сулайхиды — Арва бинт Ахмад, эмир (1086 — 1138)
  -  Хамданиды — Хишам бин аль-Кубайб, султан (1116 — 1124)
- Кедири — Камешвара, раджа (ок. 1117 — ок. 1130)
- Китай — 
  -  Империя Сун  — Хуэй-цзун (Чжао Цзи), император (1100 — 1125)
  - Западное Ся — Чунцзун (Ли Ганьчунь), император (1086 — 1139)
  - Ляо — Тяньцзо-ди, император (1101 — 1125)
  - Цзинь — Ваньянь Агуда (Тай-цзу), император (1115 — 1123)
- Кхмерская империя (Камбуджадеша) — Сурьяварман II, император (1113 — 1150)
- Конийский (Румский) султанат — Масуд I, султан (1116 — 1156)
- Корея (Корё)  — Йеджон, ван (1105 — 1122)
- Лемро — Тагивин II, царь[англ.] (1115 — 1133)
- Паган — Ситу I, царь[англ.] (1112/1113 — 1167)
- Полоннарува — Викрамабаху I, царь (1111 — 1132)
- Сельджукская империя — 
  - Мухаммад, великий султан (1105 — 1118)
  - Санджар, великий султан (1118 — 1153)
  - Султанат Алеппо — Иль-Гази I ибн Артук, султан (1117 — 1122)
  - Дамасский эмират — Тугтегин, эмир (1104 — 1128)
  - Иракский султанат — 
    - Мухамад ибн Малик-шах, султан (1104 — 1118)
    - Махмуд II, султан (1118 — 1131)

  - Керманский султанат — Арслан-шах I, султан (1101 — 1142)
- Сунда — Ланглангбхуми, махараджа (1064 — 1154)
- Графство Триполи — Понс, граф (1112 — 1137)
- Тямпа — Хариварман V, князь (1114 — 1139)
- Государство Хорезмшахов — Кутб ад-Дин Мухаммед I, хорезмшах (1097 — 1127)
- Шеддадиды (Анийский эмират) — 
  - Манучихр ибн Шавур I, эмир (1072 — 1118)
  - Абу-л-Асвар Шавур II, эмир (1118 — 1124)
- Ширван — Афридун I, ширваншах (1106 — 1120)
- Эдесское графство — 
  - Балдуин II, граф (1100 — 1118)
  - Жослен I, граф (1118 — 1131)
- Япония — Тоба, император (1107 — 1123)

## Африка
- Альморавиды — Али ибн Юсуф, эмир (1106 — 1143)
- Гана — Банну Бубу, царь (1100 — 1120)
- Гао — Фададьо, дья (ок. 1090 — ок. 1120)
- Зириды — Али ибн Йахья, эмир (1116 — 1121)
- Канем — Дунама II, маи (1098 — 1150)
- Килва — аль-Хассан ибн Давуд, султан (1106 — 1129)
- Макурия — Василий, царь (ок. 1089 — ок. 1130)
- Нри[англ.] — Намоке, эзе[англ.] (1090 — 1158)
- Фатимидский халифат — Аль-Амир Биахкамиллах, халиф (1101 — 1130)
- Хаммадиды — Абд аль-Азиз ибн Мансур, султан (1104 — 1121)
- Эфиопия — Кедус Гарбе, император (1079 — 1119)

## Европа
- Англия — Генрих I, король (1100—1135)
- Венгрия — Иштван II, король (1116—1131)
- Венецианская республика — Доменико Микьель, дож (1117—1130)
- Византийская империя —
  - Алексей I Комнин, император (1081—1118)
  - Иоанн II Комнин, император (1118—1143)
- Дания — Нильс, король (1104—1134)
- Ирландия — Муйрхертах Уа Бриайн, верховный король (1101—1119)
  - Айлех — Домналл Уа Лохлайнн, король (1083—1121)
  - Десмонд — Тадг мак Муйредайг Маккарти, король (1118—1123)
  - Дублин —
    - Домнал мак Муйрхертах Уа Бриайн, король (1094—1102, 1103—1118)
    - Энда мак Доннхад, король (1118—1126)

  - Коннахт — Тойрделбах Уа Конхобайр, король (1106—1156)
  - Лейнстер — Энна II, король (1117—1126)
  - Миде — Мурхад мак Домнайлл Уа Маэл Сехлайнн, король (1106 — 1127, 1130—1143)
  - Мунстер —
    - Диармайт Уа Бриайн, король (1114—1115, 1116—1118)
    - в 1118 году распался на королевства Десмонд и Томонд

  - Ольстер —
    - Аэд мак Дуйнн Слейбе, король (1113—1127)
    - Эохайд Уа Махгамна, король (1113—1127)

  - Томонд — Конхобар мак Диармайта, король (1118—1142)
- Испания —
  - Ампурьяс — Понс II, граф (ок. 1116 — ок. 1154)
  - Арагон — Альфонсо I Воитель, король (1104—1134)
  - Барселона — Рамон Беренгер III Великий, граф (1097—1131)
  - Кастилия и Леон — Уракка, королева (1109—1126)
  - Майорка (тайфа) — Абу-И-Раби Сулейман, эмир (1114—1126)
  - Наварра — Альфонсо I Воитель, король (1104—1134)
  - Пальярс Верхний — Артау (Артальдо) II, граф (1082 — ок. 1124)
  - Пальярс Нижний — Бернат Рамон I, граф (ок. 1112 — 1124)
  - Португалия — Тереза, графиня (1112—1128)
  - Сарагоса (тайфа) — Имад ад-даула Абд ал-Малик, эмир (1100—1119)
  - Урхель — Эрменгол VI, граф (1102—1154)
- Италия —
  - Аверса — Роберт I, граф (1105/1106 — 1120)
  - Апулия и Калабрия — Вильгельм II, герцог (1111—1127)
  - Гаэта — Джонатан, герцог[англ.] (1112—1121)
  - Капуя — Роберт I, князь (1105/1106 — 1120)
  - Неаполь — Иоанн VI, герцог (1107 — ок. 1123)
  - Сицилия — Рожер II, великий граф (1105—1130)
  - Таранто — Боэмунд II, князь (1111—1128)
- Киевская Русь (Древнерусское государство) — Владимир Всеволодович Мономах, великий князь Киевский (1113—1125)
  - Белгородское княжество — Мстислав Владимирович Великий, князь (1117—1125)
  - Владимиро-Суздальское княжество — Юрий Владимирович Долгорукий, князь (1113—1149, 1151—1157)
  - Волынское княжество —
    - Ярослав Святополчич, князь (1100—1118)
    - Роман Владимирович, князь (1118—1119)

  - Городенское княжество — Всеволодко, князь (1116—1141)
  - Звенигородское княжество — Ростислав Володаревич, князь (1092—1124)
  - Курское княжество — Игорь Ольгович, князь (1115—1127)
  - Муромское княжество — Ярослав Святославич, князь (1097—1123, 1127—1129)
  - Новгород-Северское княжество — Всеволод Ольгович, князь (1115—1127)
  - Новгородское княжество — Всеволод Мстиславич, князь (1117—1132, 1132—1136)
  - Перемышльское княжество — Володарь Ростиславич, князь (1092—1124)
  - Переяславское княжество — Ярополк Владимирович, князь (1114—1132)
  - Полоцкое княжество —
    - Давыд Всеславич, князь (1101—1127, 1128—1129)
    - Борис (Рогволод) Всеславич, князь (1101—1128)
    - Витебское княжество — Святослав Всеславич, князь (1101—1129)
    - Лукомское княжество — Ростислав Всеславич, князь (1101—1129)
    - Минское княжество — Глеб Всеславич, князь (1101—1119)

  - Смоленское княжество — Вячеслав Владимирович, князь (1113—1127)
  - Теребовльское княжество — Василько Ростиславич, князь (1085—1124)
  - Туровское княжество — Брячислав Святополкович, князь (1118—1123)
  - Черниговское княжество — Давыд Святославич, князь (1097—1123)
- Норвегия —
  - Эйстейн I Магнуссон, король (1103—1123)
  - Сигурд I Крестоносец, король (1103—1130)
- Папская область —
  - Пасхалий II, папа римский (1099—1118)
  - Геласий II, папа римский (1118—1119)
  - Григорий VIII, антипапа (1118—1121)
- Польша — Болеслав III Кривоустый, князь (1102—1138)
- Померания — Вартислав I, князь (1106—1135)
- Прованс —
  - Альфонс I Иордан Тулузский, маркиз (1112—1148)
  - Рамон Беренгер III Барселонский, граф (1112—1131)
- Священная Римская империя — Генрих V, император (1111—1125)
  - Австрийская (Восточная) марка — Леопольд III Святой, маркграф (1095—1136)
  - Бавария — Вельф II, герцог (1101—1120)
  - Баден — Герман II, маркграф (1112—1130)
  - Бар — Рено I, граф (1105—1149)
  - Берг — Адольф II (IV), граф (1106—1160)
  - Верхняя Лотарингия — Симон I, герцог (1115—1139)
  - Вюртемберг — Конрад II, граф (1110—1143)
  - Гелдерн — Герхард I, граф (1096—1129)
  - Голландия — Флорис II Толстый, граф (1091—1121)
  - Гольштейн — Адольф I, граф (1111—1130)
  - Каринтия — Генрих III, герцог (1090—1122)
  - Лимбург — Генрих I, герцог (1106—1119)
  - Лувен — Готфрид I, граф (1095—1139)
  - Лужицкая (Саксонская Восточная) марка — Генрих II, маркграф (1103—1123)
  - Люксембург — Вильгельм I, граф (1096—1131)
  - Мейсенская марка — Генрих II, маркграф (1103—1123)
  - Монбельяр — Тьерри II, граф (1105—1163)
  - Монферрат — Раньери, маркграф (1111 — ок. 1136)
  - Намюр — Жоффруа I, граф (1102—1139)
  - Нижняя Лотарингия — Готфрид V, герцог (1106—1125, 1138—1139)
  - Ольденбург — Эгильмар II, граф (1108—1143)
  - Рейнский Пфальц — Готфрид, пфальцграф (1113—1129)
  - Саарбрюккен — Фридрих, граф (1118—1135)
  - Савойя — Амадей III, граф (1103—1148)
  - Саксония — Лотарь, герцог (1106—1137)
  - Северная марка —
    - Гельферих фон Плёцкау, маркграф (1112—1118)
    - Генрих II фон Штаде, маркграф (1118—1128)

  - Сполето — Вернер II, герцог (1093—1119)
  - Чехия — Борживой II, князь (1100—1107, 1117—1120)
    - Брненское княжество — Собеслав I, князь (1115—1123)
    - Зноемское княжество — Собеслав I, князь (1113—1123)
    - Оломоуцкое княжество — Ота II Чёрный, князь (1091—1110, 1113—1126)

  - Швабия — Фридрих II, герцог (1105—1147)
  - Штирия (Карантанская марка) — Отакар II, маркграф (1082—1122)
  - Эно (Геннегау) — Бодуэн III, граф (1098—1120)
  - Юлих — Герхард III, граф (1093—1128)
- Сербия —
  - Дукля —
    - Георгий Бодинович, жупан (1113—1118, 1125—1131)
    - Грубеша, жупан (1118—1125)

  - Рашка — Урош I, великий жупан (1112—1145)
- Уэльс —
  - Гвинед — Грифид ап Кинан, король (1081—1137)
  - Дехейбарт — Грифид ап Рис, король (1116—1137)
  - Поуис — Маредид ап Бледин, король (1075—1102, 1116—1132)
- Франция — Людовик VI Толстый, король (1108—1137)
  - Аквитания — Гильом IX Трубадур, герцог (1086 — 1126)
    - Арманьяк — Жеро III, граф (1110—1160)
    - Фезансак — Азельма, графиня (1103—1119)

  - Ангулем — Гильом V, граф (1087—1120)
  - Анжу — Фульк V, граф (1109—1129)
  - Блуа — Тибо IV Великий, граф (1102—1152)
  - Бретань — Конан III, герцог (1112—1148)
    - Нант — Конан III, граф (1112—1148)
    - Ренн — Конан III, граф (1112—1148)

  - Булонь — Евстахий III, граф (1088—1125)
  - Бургундия (герцогство) — Гуго II Тихий, герцог (1103—1143)
  - Бургундия (графство) — Гильом II, пфальцграф (1102—1125)
  - Вермандуа — Рауль I, граф (1102—1152)
  - Макон —
    - Гильом II Бургундский, граф (1097—1125)
    - Рено III, граф (1102—1148)

  - Невер — Гильом II, граф (1097—1148)
  - Нормандия — Генрих I Английский, герцог (1106—1135)
  - Овернь — Гильом VI, граф (ок. 1096 — 1136)
  - Руссильон — Госфред III, граф (1113—1164)
  - Тулуза — Альфонс I Иордан, граф (1112—1148)
  - Фландрия — Бодуэн VII, граф (1111—1119)
  - Фуа — Роже II, граф (1071—1124)
  - Шалон — Гильом I, граф (1113—1166)
  - Шампань — Гуго I, граф (1102—1125)
- Швеция —
  - Филипп, король (1105—1118)
  - Инге II Младший, король (1110—1125)
- Шотландия — Александр I Неистовый, король (1107—1124)

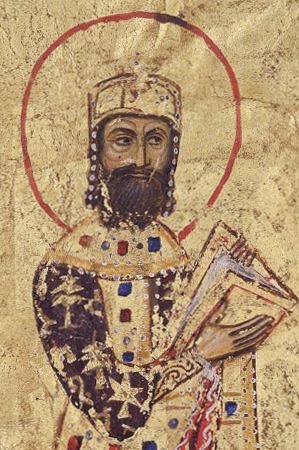
Алексей I Комнин 1081—1118 Император Византии
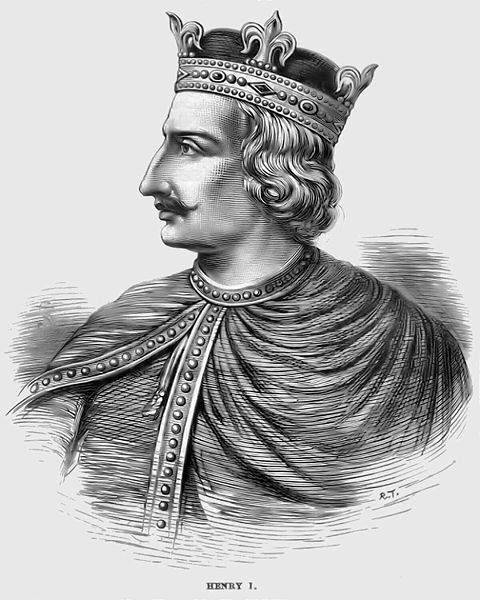
Генрих I 1000—1135 Король Англии
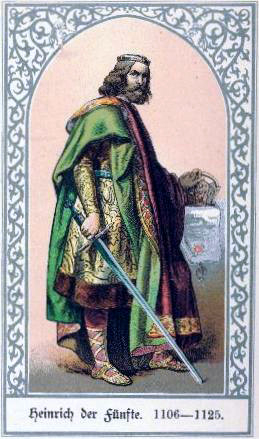
Генрих V 1111—1125 Император Священной Римской империи
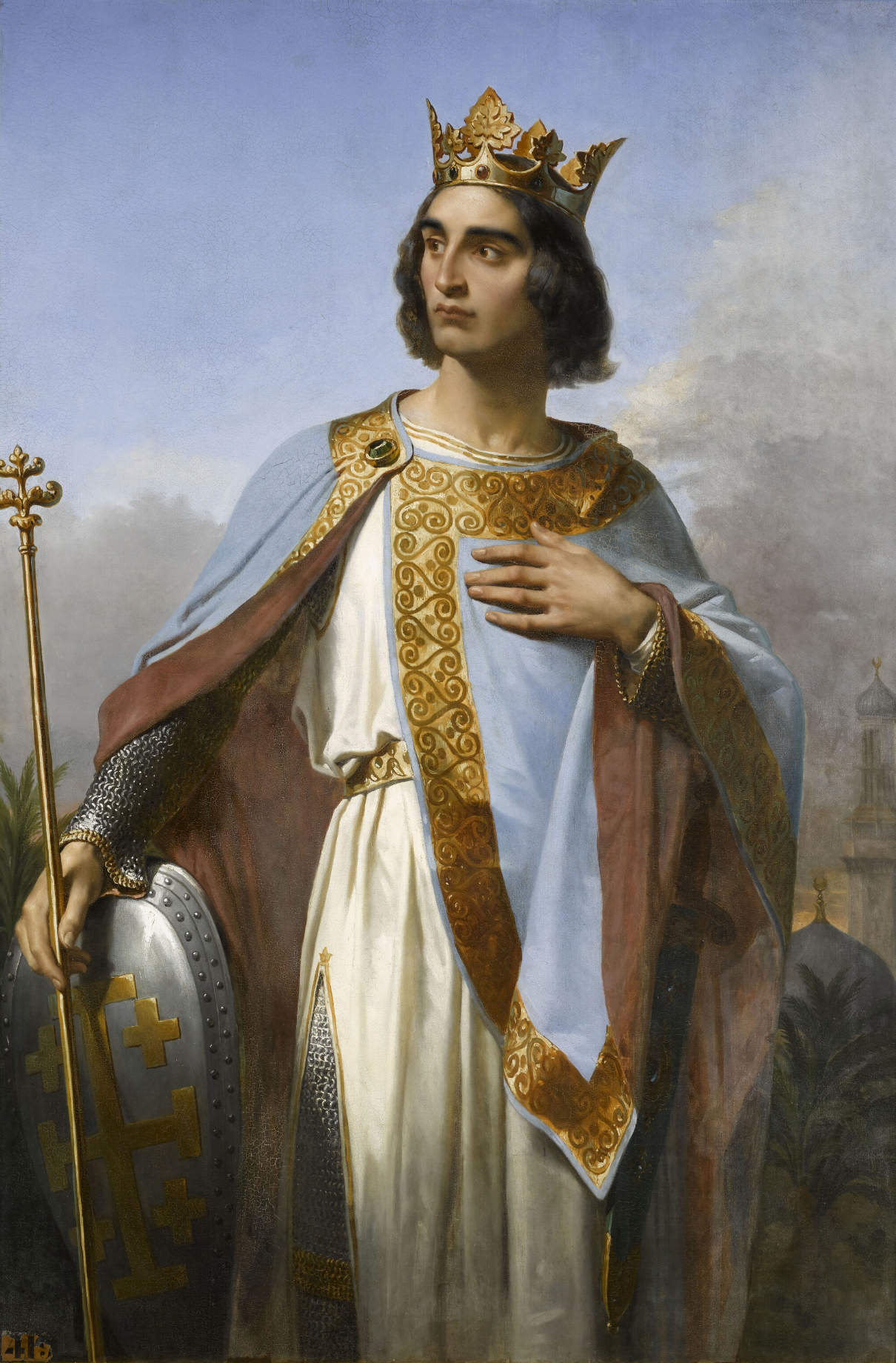
Балдуин I 1000—1118 Король Иерусалима
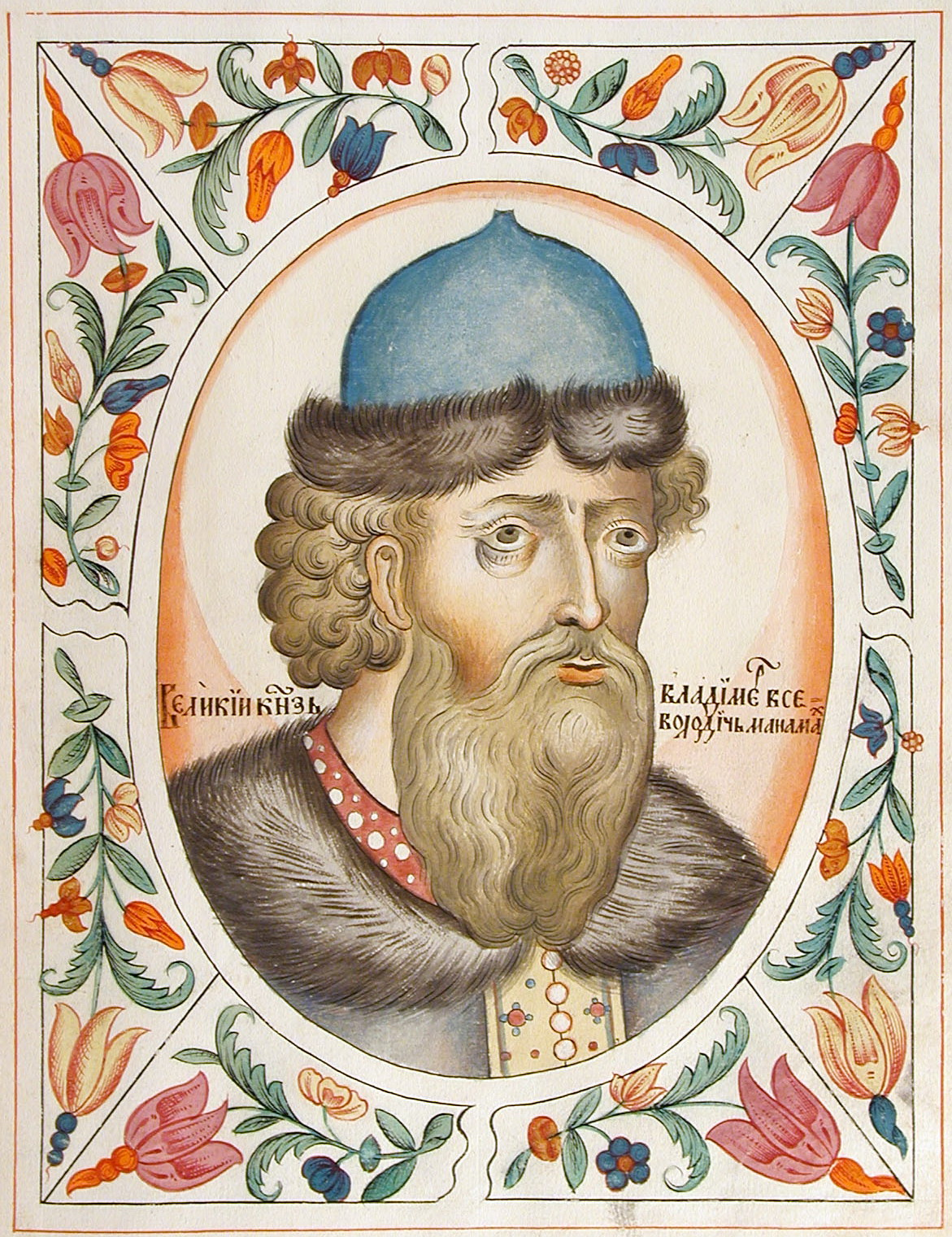
Владимир Мономах 1113—1125 Великий князь Киевский
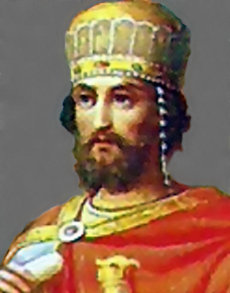
Давид IV Строитель 1089—1125 Царь Грузии
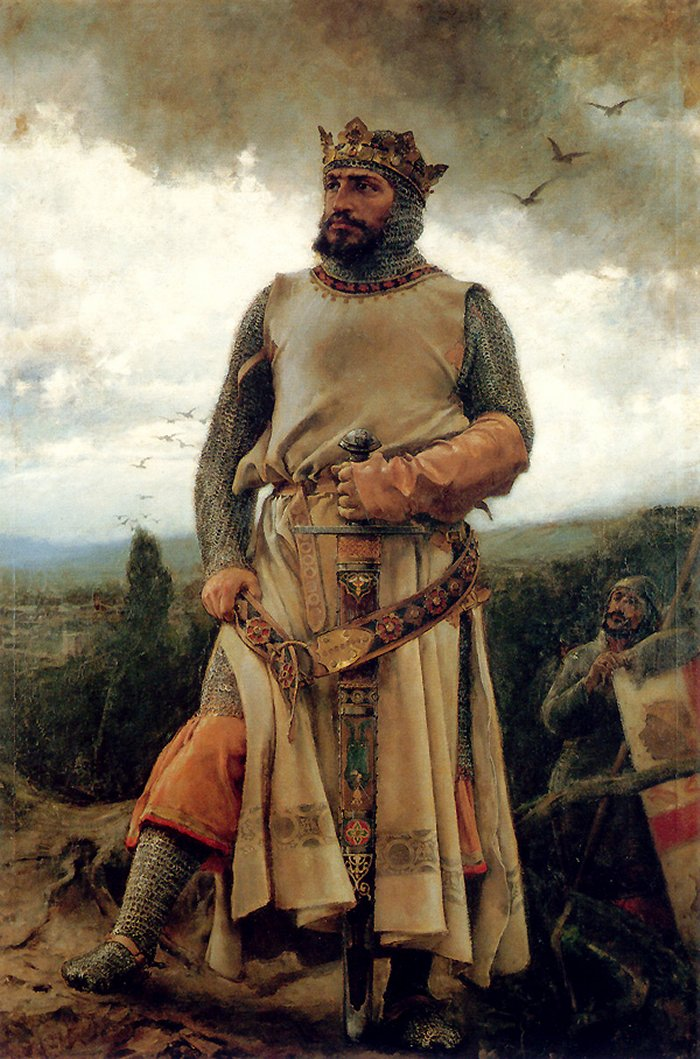
Альфонсо I Воитель 1104—1134 Король Арагона и Наварры
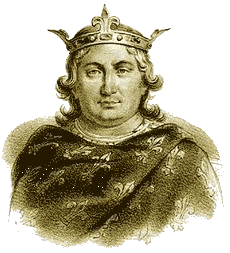
Людовик VI 1108—1137 Король Франции
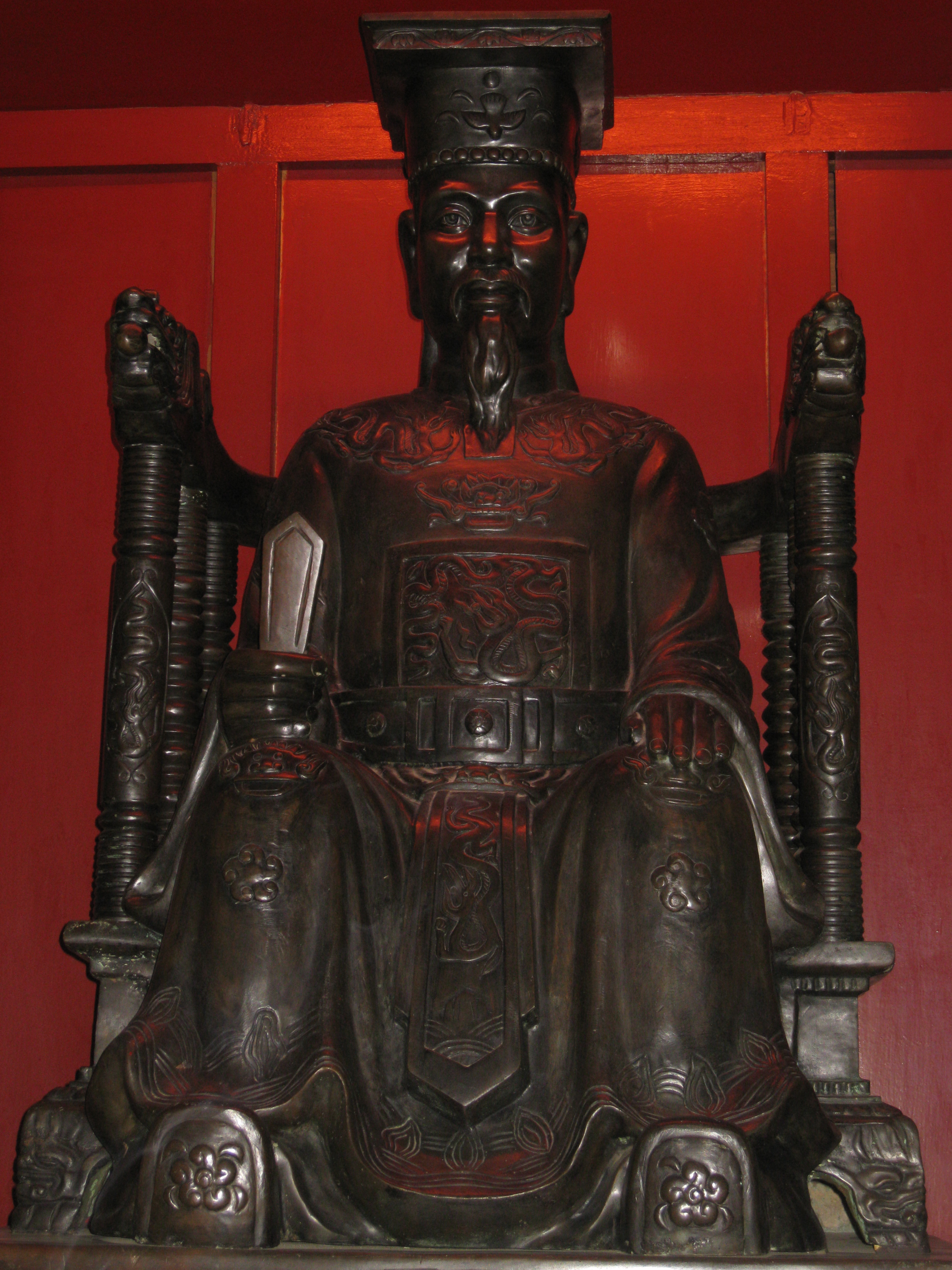
Ли Тхань Тонг 1072—1127 Император Дайвьета
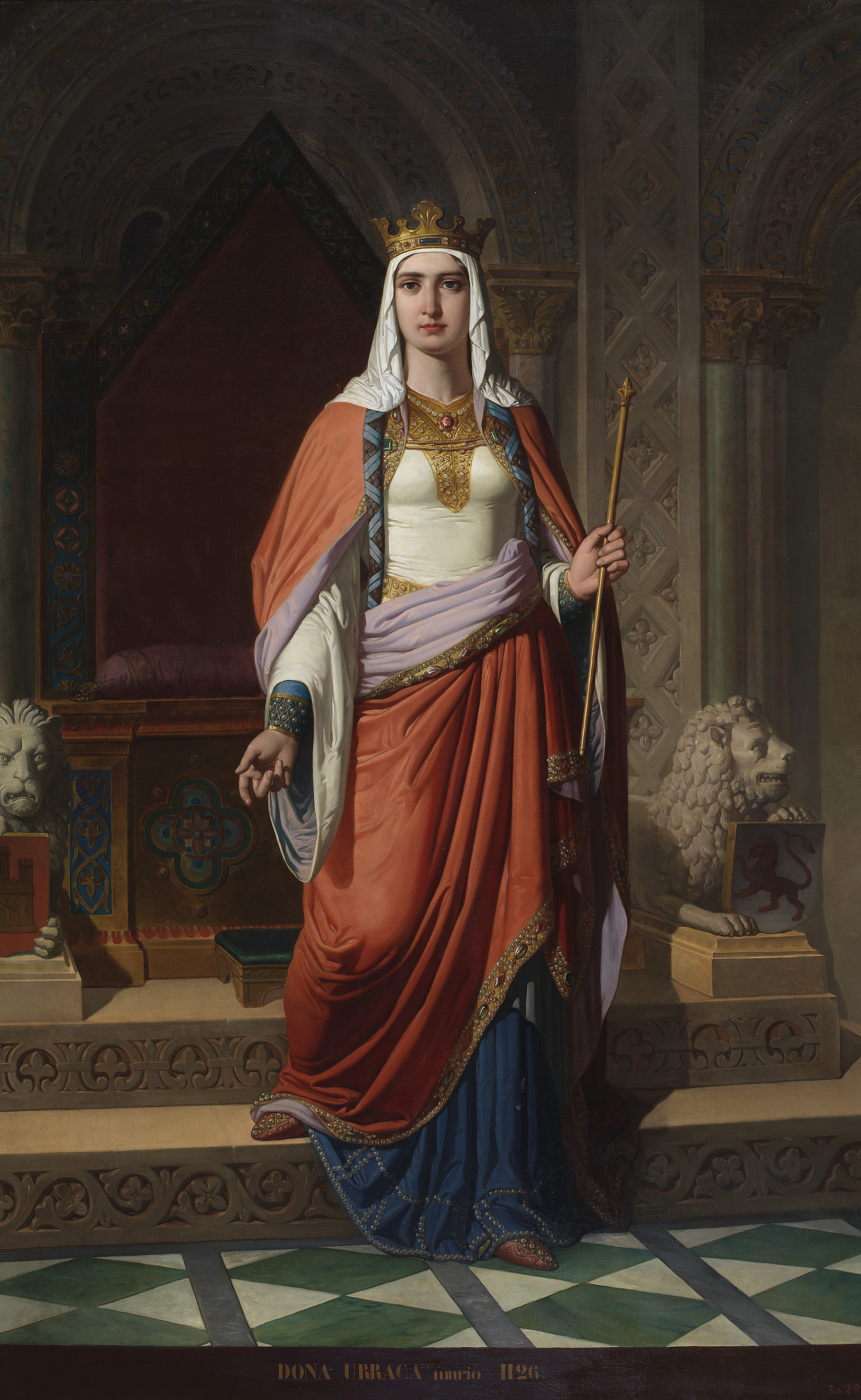
Уракка 1109—1126 Королева Кастилии и Леона
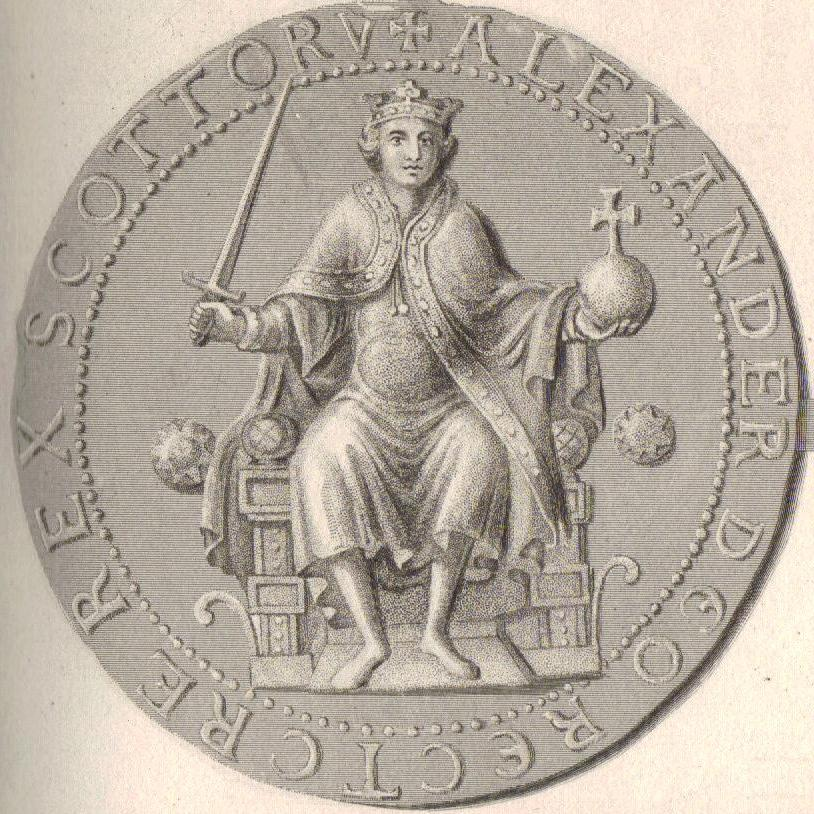
Александр I 1107—1124 Король Шотландии
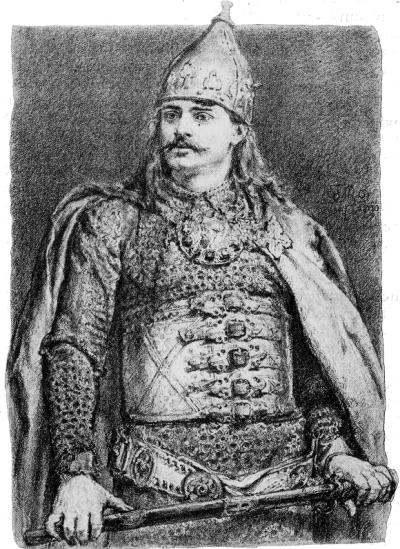
Болеслав III Кривоустый 1102—1138 Князь Польши
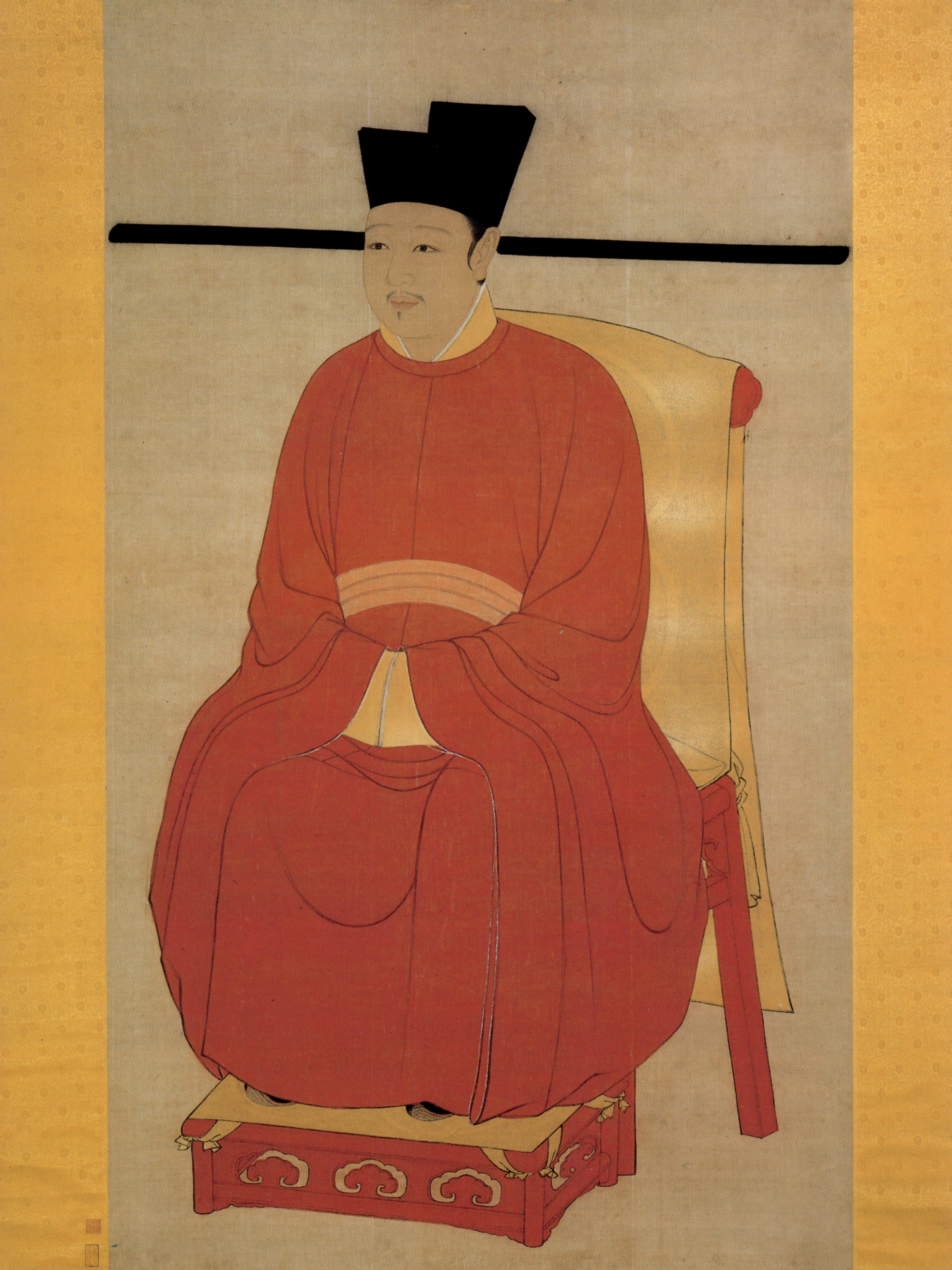
Хуэй-цзун 1000—1125 Император Китая
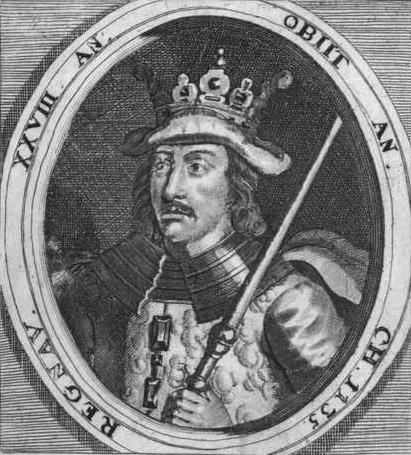
Нильс 1104—1134 Король Дании
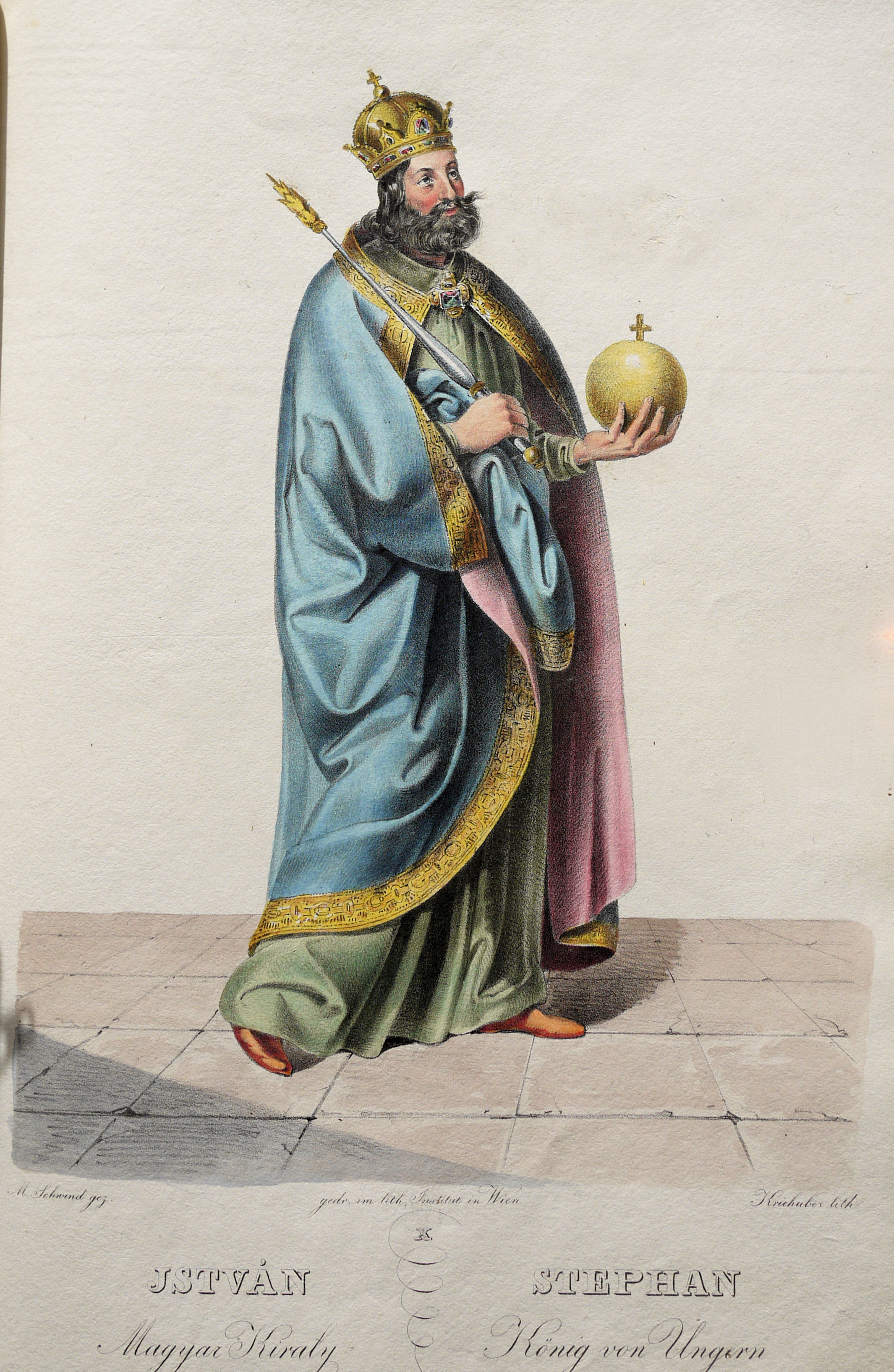
Иштван II 1116—1131 Король Венгрии
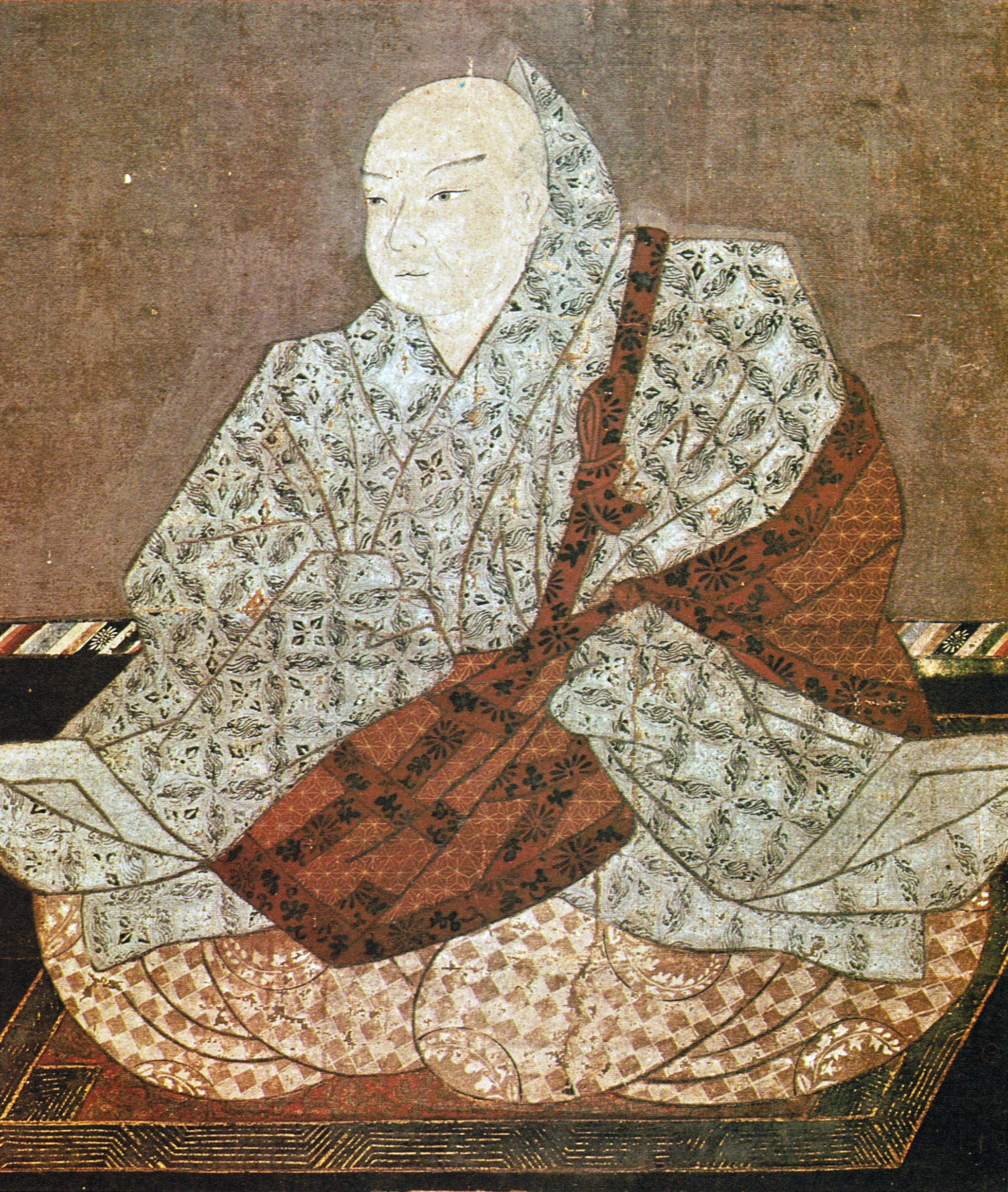
Тоба 1107—1123 Император Японии
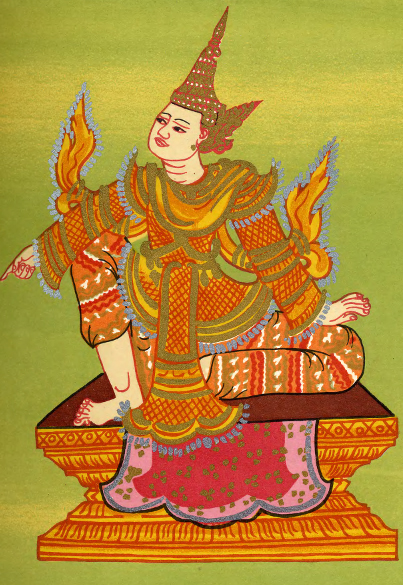
Ситу I 1112—1167 Царь Пагана
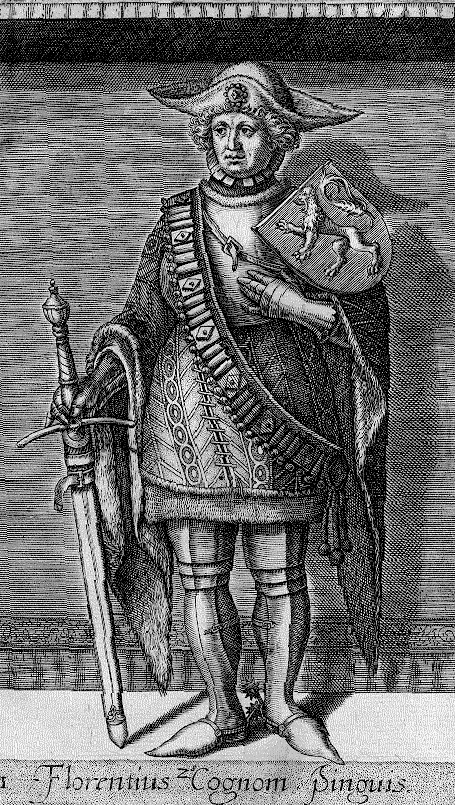
Флорис II 1091—1121 Граф Голландии
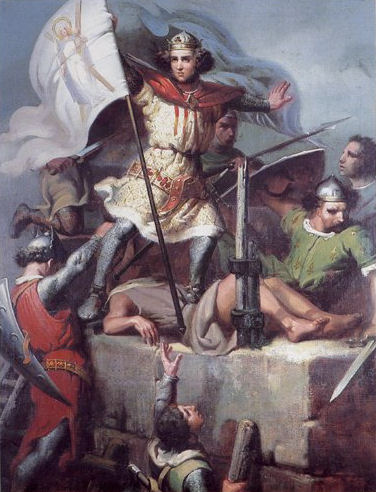
Рамон Беренгер III Великий 1097—1131 Граф Барселоны
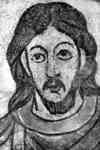
Борживой II 1100—1107, 1117—1120 Князь Чехии
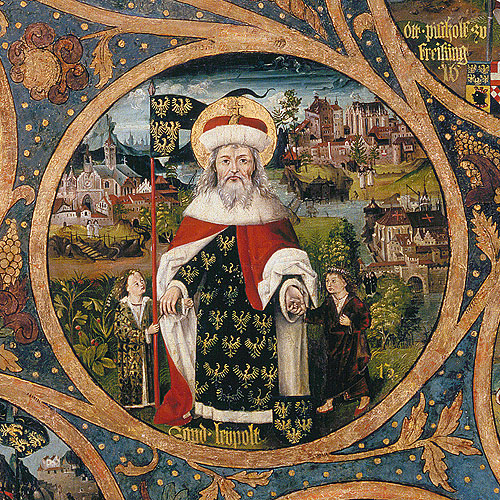
Леопольд III 1095—1136 Маркграф Австрийский
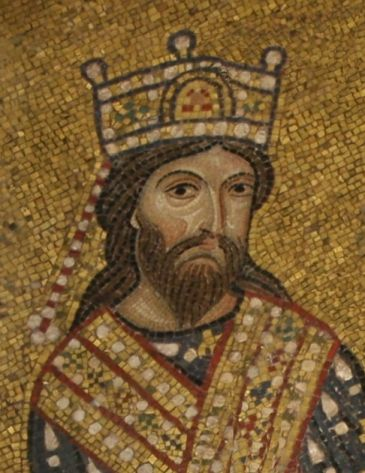
Рожер II 1105—1130 Великий граф Сицилии
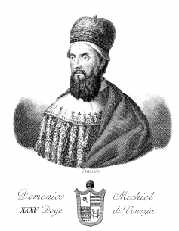
Доменико Микеле 1117—1130 Дож Венеции
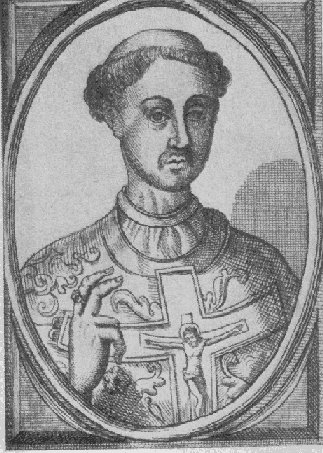
Пасхалий II 1099—1118 Папа римский